# Prellezo
Prellezo es una localidad española del municipio de Val de San Vicente, perteneciente a la comunidad autónoma de Cantabria.

## Geografía
La localidad se encuentra a 70 m s. n. m. y a 3,5 kilómetros de la capital municipal, Pesués.

## Historia
Hacia mediados del siglo XIX, el lugar, ya por entonces perteneciente al municipio de Val de San Vicente, tenía contabilizada una población de 145 habitantes. Aparece descrito en el decimotercer volumen del Diccionario geográfico-estadístico-histórico de España y sus posesiones de Ultramar de Pascual Madoz con las siguientes palabras:

PRELLEZO: l. en la prov. y dióc. de Santander (11 leg.), part. jud. de San Vicente la Barquera (1 1/2), aud. terr. y c. g. de Búrgos (31), ayunt. de Valde San Vicente: sit. en llano con algun declive hácia la costa del mar; su clima es sano. Tiene 40 casas; igl. parr. (Sta. Eulalia) servida por un cura de segundo ascenso y provision del diocesano; y buenas aguas potables. El terreno es de mediana calidad. Hay un monte de encina, algunos prados, y un ventorrillo denominado Malabrigo en el tránsito para Asturias. prod.: maiz, trigo, patatas y pastos; cria ganados, caza y pesca. ind.: fabricacion de tejas de superior calidad, que se esportan á las prov. de Vizcaya y Asturias. pobl.: 35 vec., 145 alm. contr.: con el ayunt.
(Madoz, 1849, p. 212)

En 2023, la entidad singular de población de Prellezo tenía empadronados 242 habitantes, todos ellos en el núcleo de población de ese nombre.

## Patrimonio
Destaca del lugar el castro de Castillo, que fue declarado bien de interés cultural en el año 2004. Hay en la localidad una iglesia de Santa Eulalia.